# Павловка (Тарасовский район)
Па́вловка — хутор в Ростовской области.
Входит в состав Ефремово-Степановского сельского поселения.

## Население
| 2010 |
| ---- |
| 58   |

## Улицы
На хуторе имеется одна улица — Степная.